# آدری ۴۲۳۸
سیارک ۴۲۳۸ (به انگلیسی: 4238 Audrey، نامگذاری:1980GF) چهار هزار و دویست و سی و هشتمین سیارک کشف شده‌است که در ۱۳ آوریل ۱۹۸۰ کشف شد.
قدر مطلق سیارک برابر ۱۳٫۷۰ است.